# Nie wieder Atomkraftwerke
Nie Wieder Atomkraftwerke (NWA) ist ein Verein aus der Schweiz, der sich seit 1970 gegen die Nutzung der Kernenergie wendet. NWA setzt sich die Vollversorgung der Schweiz mit Erneuerbaren Energien, konsequente Energieeffizienz und intelligente Energieeinsparung zum Ziel. NWA betreibt Öffentlichkeitsarbeit, führt politische Aktionen durch und ist national und international vernetzt.

## Geschichte

### Widerstand gegen den Bau des AKW Kaiseraugst
Ursprünglich hiess der Verein Nordwestschweizer Aktionskomitee gegen das Atomkraftwerk Kaiseraugst (NAK), welches sich im Mai 1970, anlässlich des Gesuchs der Motor-Columbus an die Aargauer Regierung, ihr eine Konzession zur Kühlwasserentnahme aus dem Rhein zu erteilen, bildete. Somit trat erstmals eine organisierte Opposition gegen den 1964 in der Schweiz eingeleiteten Bau von Kernkraftwerken auf, zuerst vorab gegen die Flusswasserkühlung, ab 1971 gegen Kühltürme gerichtet.

### Erste Namensänderung und Besetzung des Geländes des geplanten AKW Kaiseraugst
Die Auseinandersetzung um das AKW-Projekt Kaiseraugst, wie auch die Kernenergie allgemein, wurde zunehmend grundsätzlicher geführt. So benannte sich das NAK 1974 in Nordwestschweizer Aktionskomitee gegen Atomkraftwerke (NWA) um. Das NWA initiierte sodann erfolgreich die Besetzung gegen den Bau des AKW Kaiseraugst im Jahre 1975, welches schliesslich – wenn auch aus verschiedenen Gründen – nie zu Ende gebaut wurde.

### Basler Atomschutzgesetze
Ende der 1970er Jahre erwirkte das NWA in den Kantonen Basel-Stadt und Basel-Land die Einführung sogenannter Atomschutzgesetze, welche diese Kantone dazu verpflichten, auf deren Gebiet sowie in der Nachbarschaft weder die Errichtung von Kernkraftwerken, Nuklearaufbereitungsanlagen oder Atomlagerstätte zu tolerieren, noch – im Fall des Kantons Basel-Stadt – sich finanziell an Kernenergie produzierenden Gesellschaften zu beteiligen.

### Eidgenössische Volksinitiative «Stopp dem Atomkraftwerkbau (Moratorium)»
Eine 1987 – also ein Jahr nach der Katastrophe von Tschernobyl – vom NWA eingereichte und am 23. September 1990 von der Schweizer Bevölkerung mit 54,5 % gutgeheissene Volksinitiative bewirkte ein zehnjähriges nationales Moratorium des Kernkraftwerksbaus.

### Zweite Namensänderung und Petition «Deckel weg»
Im Jahr 2008 erfolgte die Namensänderung des Vereins in Nie wieder Atomkraftwerke. 2009 lancierte NWA die Petition "Deckel weg" an National- und Ständerat, die mit 28'378 Unterschriften eingereicht wurde, und wesentlich zur Ausweitung der kostendeckenden Einspeisevergütung (KEV) beitrug.

## Aktuelle Tätigkeit
Aktuell stehen die Verhinderung des unter anderem durch den Schweizer Stromkonzern Atel geplanten Baus neuer Kernkraftwerke, sowie der Ausstieg der Schweiz aus der Atomenergie auf der politischen Agenda des Vereins. Ausserdem fordert NWA die Stilllegung der zurzeit in der Schweiz betriebenen Kernkraftwerke, wie beispielsweise des AKW Mühleberg, aber auch des grenznahen französischen Atomkraftwerks Fessenheim. Am Ostermontag 2011, kurz nach dem Atomunfall von Fukushima, mobilisierte NWA rund 2000 Teilnehmende einer Demonstration gegen das AKW Fessenheim.

## Organisation
NWA ist in der gesamten Schweiz tätig und hat momentan vier Sektionen:
- NWA 55 plus
- NWA Aargau
- NWA Region Basel
- NWA Solothurn

Die ehemalige Regionalgruppe NWA Bern wurde am 15. Mai 2017 aufgelöst.
Das Co-Präsidium besteht zurzeit aus Andreas Fischer (Grossrat Grüne Aargau) und Désirée Jaun (Landrätin SP Basel-Landschaft). Das Vizepräsidium teilen sich alt-SP-Nationalrat Rudolf Rechsteiner, die grüne Ständerätin Maya Graf und Jan Schudel. Im Mai 2019 hat Peter Stutz die Geschäftsleitung übernommen. Zu den weiteren Vorstandsmitgliedern gehören von der Grünen Partei Nationalrätin Florence Brenzikofer und die Grossräte Harald Friedl und Jürg Stöcklin, von den Sozialdemokraten Grossrätin Alexandra Dill oder alt Landrätin Annemarie Spinnler sowie von der CVP alt Landrätin Christine Gorrengourt.
Geschäftsführer war bis Ende 2014 Aernschd Born, danach für kurze Zeit Véronique Andreoli, anschliessend 2016–2019 Christoph Arndt. Der ehemalige Nationalrat Rudolf Rechsteiner präsidierte den Verein unter dem alten Namen von 1991 bis 2008. In der ganzen Schweiz hat der Verein ca. 1.500 Mitglieder.
NWA ist Mitglied der Allianz Nein zu neuen AKW.

## Weblink
- nwa-schweiz.ch